# モスクワ熱技術研究所
モスクワ熱技術研究所（モスクワねつぎじゅつけんきゅうじょ、露：Московский институт теплотехники）は1946年5月13日設立のロシアの研究所である。
以前は弾道ミサイルやロケットの開発を行っていた。今日では民生分野の研究や大陸間弾道ミサイルを人工衛星打ち上げ機に改造したりしている。
これまで70種類以上の固体推進剤を使用する兵器を開発した。多数の研究機関との協力で開発する。1968年と1976年にレーニン賞を受賞した。

## 参考
- スタールト1

## リンク
- Russia: Moscow Institute of Thermal Technology from Nuclear Threat Initiative.
- Opinion & analysis Russia's ICBM design firm: looking back at a dramatic 60-year story.